# Omphale ocelliparva
Omphale ocelliparva är en stekelart som beskrevs av Christer Hansson 1996. Omphale ocelliparva ingår i släktet Omphale och familjen finglanssteklar. Inga underarter finns listade i Catalogue of Life.